# Медаль за досягнення (США)

Медаль за досягнення об'єднаних штабів та сил

Медаль за досягнення армії

Медаль за досягнення ПС

Медаль за досягнення ВМС та Корпусу морської піхоти

Медаль за досягнення Берегової охорони

Меда́ль за досягнення (США) (англ. Achievement Medal) — військова нагорода США.